# Cathète
Ne doit pas être confondu avec cathéter.
Cet article court présente un sujet plus développé dans : triangle rectangle.

Les deux cathètes [AC] et [BC] du triangle ABC rectangle en C.

Dans un triangle rectangle, un côté adjacent à l'angle droit est parfois appelé une cathète. Le terme a désigné plus généralement une perpendiculaire et vient du grec ancien κάθετος (káthetos), mené en bas. Le troisième côté, opposé à l'angle droit est l'hypoténuse du triangle rectangle.